# Isola Lopastnoj
L'isola Lopastnoj (in russo остров Лопастной, ostrov Lopastnoj; in italiano "alettata", "pinnata") è un'isola russa che fa parte dell'arcipelago di Severnaja Zemlja ed è bagnata dal mare di Laptev.
Amministrativamente fa parte del Tajmyrskij rajon del Territorio di Krasnojarsk, nel Distretto Federale Siberiano.

## Geografia
L'isola si trova nella parte settentrionale dell'arcipelago, a 350 m dalla costa est di Komsomolets, poco più a sud della foce del fiume Kapriznaja (река Капризная). Lopastnoj ha una forma frastagliata con numerose baie e promontori, è lunga 2,5 km e larga, al centro, 950 m.

## Isole adiacenti
A nord, est e sud di Lopastnoj si trovano molte piccole isole senza nome, collegate tra loro da banchi di sabbia, e inoltre:
- Isola Razdel’nyj (остров Раздельный), 500 m a sud-est.
- Isola Ozërnyj (остров Озёрный), 3,8 km a sud-ovest.
- Isola Glinistyj (остров Глинистый), 5,2 km a sud-ovest.